# NGC 7470
NGC 7470 ist eine Spiralgalaxie vom Hubble-Typ Sbc im Sternbild Kranich am Südsternhimmel. Sie ist schätzungsweise 162 Millionen Lichtjahre von der Milchstraße entfernt und hat einen Durchmesser von etwa 65.000 Lj.
Das Objekt wurde am 30. September 1834 von John Herschel entdeckt.